# Echeandia robusta
Echeandia robusta är en sparrisväxtart som beskrevs av Robert William Cruden. Echeandia robusta ingår i släktet Echeandia och familjen sparrisväxter. Inga underarter finns listade i Catalogue of Life.